# Hemerobius aphidioides
Hemerobius aphidioides là một loài côn trùng trong họ Hemerobiidae thuộc bộ Neuroptera. Loài này được Schrank miêu tả năm 1781.